# 张本禹
张本禹（1899年—1937年），字文衷，男，安徽巢县人，中华民国军事人物，曾任国民革命军第四师十二旅少将副旅长。

## 家庭
哥哥张治中。女儿张素和。